# Ahmed Al-Kaf
Ahmed Abu Bakar Said Al-Kaf (6 marzo 1983) è un arbitro di calcio omanita internazionale a pieno titolo per la FIFA dal 2010.